# Crețuleasca
Crețuleasca – wieś w Rumunii, w okręgu Ilfov, w gminie Ștefăneștii de Jos. W 2011 roku liczyła 419 mieszkańców.